# Національна бібліотека Боснії і Герцеговини

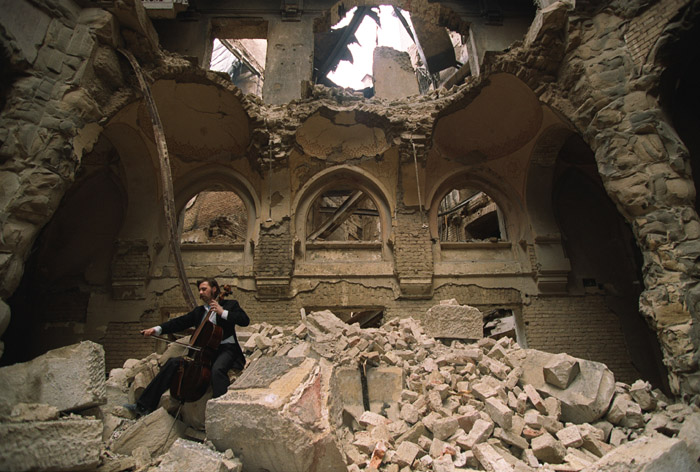
Віолончеліст Ведран Смайлович грає на руїнах бібліотеки (1992)

Національна бібліотека Боснії і Герцеговини (босн. Gradska vijećnica Sarajevo) — найбільша наукова бібліотека країни, розташована в столиці Сараєво. Будівля бібліотеки була споруджена в 1892—1894 роках за планами австрійського архітектора Александра Віттека. Спершу тут розташовувалася міська ратуша. Будівля є яскравим зразком так званого псевдомавританського стилю.
Ерцгерцог Франц Фердінанд відвідав ратушу незадовго до замаху на нього, який став приводом до розв'язання Першої світової війни.
Бібліотека була заснована 31 жовтня 1945 року як Національна й університетська бібліотека в Сараєво. З 1948 року бібліотека розташувалася в приміщенні ратуші. У ніч на 26 серпня 1992 року бібліотека була зруйнована в ході облоги Сараєва. Внаслідок пожежі майже всі фонди бібліотеки було втрачено. Після балканської війни будівлю було відреставровано, проте роботи з інтер'єрами ще тривають. Через брак фінансування у січні 2011 року керівництво бібліотеки оголосило про тимчасове закриття закладу.